# Ichneumon psetosi
Ichneumon psetosi là một loài tò vò trong họ Ichneumonidae.